# Maladie de Riga-Fede
 (septembre 2024).

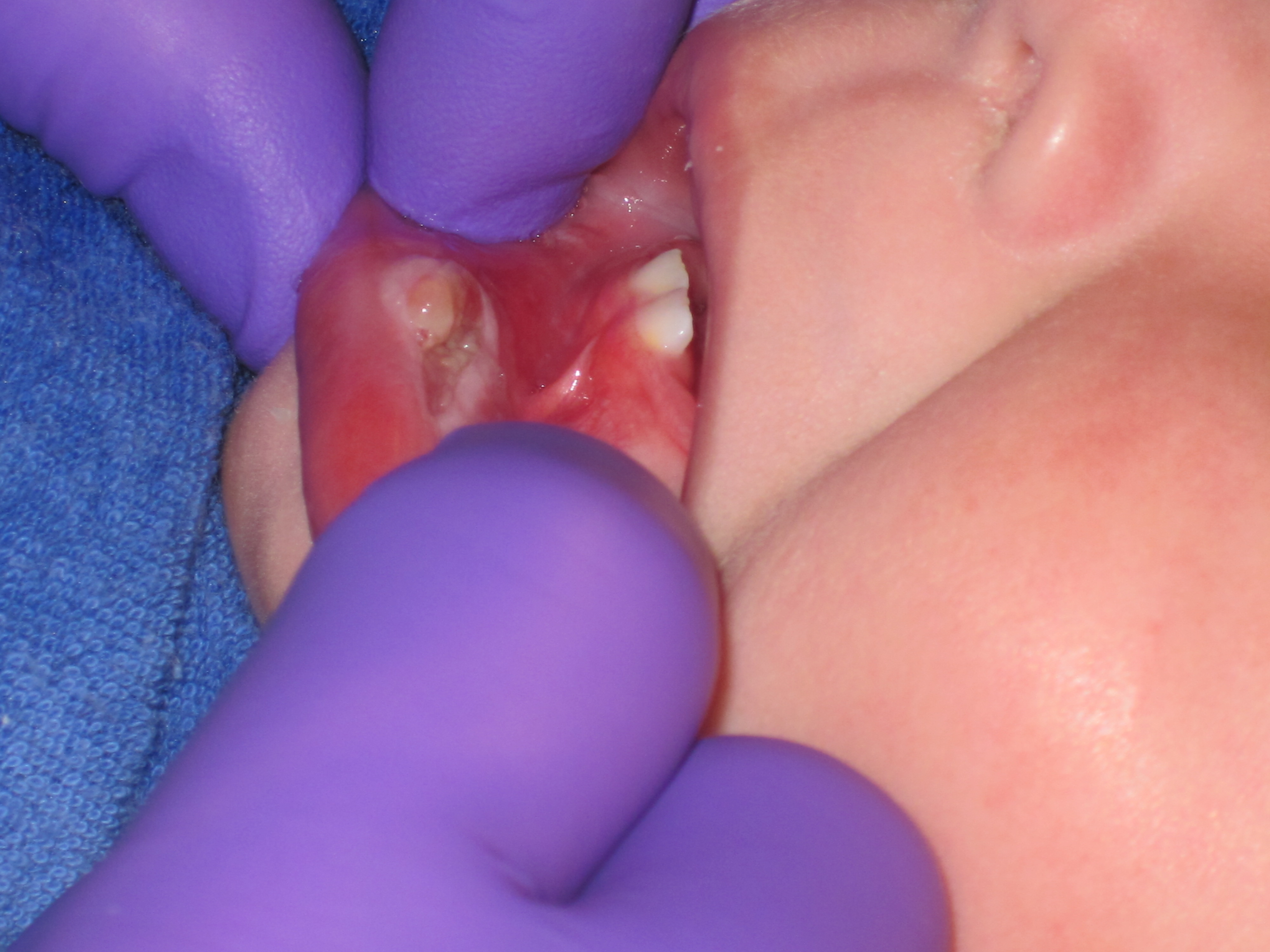
Exemple d'ulcération de type Riga-Fede.

La maladie de Riga-Fede (RFD) est une affection muqueuse rare et bénigne, caractérisée par une ulcération de la muqueuse buccale causée par des traumatismes répétitifs, éventuellement chez le nourrisson.
L'ulcération de la langue fait suite à des blessures traumatiques subies en déplaçant la langue de manière répétée d'avant en arrière sur les incisives antérieures mandibulaires.

## Signes et symptômes
Cliniquement, elle se manifeste par un ulcère localisé sur la langue (60 % des lésions), bien qu'elle puisse également affecter la lèvre, le palais, les gencives, la muqueuse vestibulaire et le plancher de la bouche. La maladie de Riga-Fede peut ne provoquer aucun symptôme ou peut parfois s'accompagner de douleur.

## Causes
La plupart du temps, la maladie de Riga-Fede est liée à l’émergence, éventuellement anormalement précoce, de dents natales-néonatales chez les nouveau-nés ou à l’incisive inférieure primaire chez les nourrissons plus âgés.

## Diagnostic
Histopathologiquement, la maladie de Riga-Fede est caractérisée par des zones muqueuses ulcérées, un tissu de granulation présent et un infiltrat inflammatoire mixte abondant en mastocytes, macrophages, lymphocytes et éosinophiles.

## Traitement
La lésion peut être retirée, les bords incisifs tranchants peuvent être lissés ou les bords tranchants de la dent peuvent être arrondis avec des incréments composites.
C'est dans ce dernier cas que des ulcérations légères à modérées peuvent survenir.
L'extraction des dents est utile si l'ulcération est importante et empêche le patient de manger.